# Гай-Рівер
Гай-Рівер (англ. High River) — містечко в Канаді, у провінції Альберта, у складі муніципального району Футгіллс.

## Населення
За даними перепису 2016 року, містечко нараховувало 13584 особи, показавши зростання на 5,1%, порівняно з 2011-м роком. Середня густина населення становила 635,1 осіб/км².
З офіційних мов обидвома одночасно володіли 685 жителів, тільки англійською — 12 650, а 55 — жодною з них. Усього 1,675 осіб вважали рідною мовою не одну з офіційних, з них 5 — одну з корінних мов, а 40 — українську.
Працездатне населення становило 6 965 осіб (64,5% усього населення), рівень безробіття — 8,2% (10,7% серед чоловіків та 5,3% серед жінок). 84,6% осіб були найманими працівниками, а 13,6% — самозайнятими.
Середній дохід на особу становив $47 319 (медіана $38 228), при цьому для чоловіків — $59 007, а для жінок $36 028 (медіани — $48 456 та $29 859 відповідно).
33% мешканців мали закінчену шкільну освіту, не мали закінченої шкільної освіти — 17,1%, 49,9% мали післяшкільну освіту, з яких 27,1% мали диплом бакалавра, або вищий, 10 осіб мали вчений ступінь.
| Статево-вікова структура населення | Статево-вікова структура населення | Статево-вікова структура населення | Статево-вікова структура населення | Статево-вікова структура населення |
| ---------------------------------- | ---------------------------------- | ---------------------------------- | ---------------------------------- | ---------------------------------- |
|                                    |                                    |                                    |                                    |                                    |
| Всього                             | Всього                             | 49,4%50,6%                         |                                    |                                    |
| 0 — 14 років                       | 0 — 14 років                       |                                    | 18,5%                              | 18,5%                              |
| 15 — 64 років                      | 15 — 64 років                      |                                    | 59,6%                              | 59,6%                              |
| 65 і більше                        | 65 і більше                        |                                    | 21,9%                              | 21,9%                              |
| 85 і більше                        | 85 і більше                        |                                    | 2,2%                               | 2,2%                               |
| Середній вік (років)               | Середній вік (років)               | 41,343,3                           | 42,3                               | 42,3                               |
| Медіана (років)                    | Медіана (років)                    | 41,444,1                           | 42,6                               | 42,6                               |
| — чоловіки — жінки                 |                                    |                                    |                                    |                                    |

| Походження мешканців:     | Походження мешканців:     | Походження мешканців: | Походження мешканців: | Походження мешканців: |
| ------------------------- | ------------------------- | --------------------- | --------------------- | --------------------- |
| Походження                |                           |                       | осіб                  | %                     |
| Корінні американці        | Корінні американці        |                       | 665                   | 4.9%                  |
| Інше північноамериканське | Інше північноамериканське |                       | 3 845                 | 28.31%                |
| Європейське               | Європейське               |                       | 10 080                | 74.2%                 |
| британське                | британське                |                       | 7 240                 | 53.3%                 |
| французьке                | французьке                |                       | 1 455                 | 10.71%                |
| українське                | українське                |                       | 1 010                 | 7.44%                 |
| Латинськоамериканське     | Латинськоамериканське     |                       | 195                   | 1.44%                 |
| Карибське                 | Карибське                 |                       | 45                    | 0.33%                 |
| Африканське               | Африканське               |                       | 160                   | 1.18%                 |
| Азійське                  | Азійське                  |                       | 1 320                 | 9.72%                 |
| Океанійське               | Океанійське               |                       | 80                    | 0.59%                 |

| Зайнятість населення за галузями (за класифікацією NOC): | Зайнятість населення за галузями (за класифікацією NOC): | Зайнятість населення за галузями (за класифікацією NOC): | Зайнятість населення за галузями (за класифікацією NOC): | Зайнятість населення за галузями (за класифікацією NOC): |
| -------------------------------------------------------- | -------------------------------------------------------- | -------------------------------------------------------- | -------------------------------------------------------- | -------------------------------------------------------- |
|                                                          |                                                          |                                                          |                                                          |                                                          |
| Управління                                               | Управління                                               |                                                          | 11%                                                      | 11%                                                      |
| Бізнес, фінанси та адміністрування                       | Бізнес, фінанси та адміністрування                       |                                                          | 15,7%                                                    | 15,7%                                                    |
| Природничі та прикладні науки                            | Природничі та прикладні науки                            |                                                          | 4,3%                                                     | 4,3%                                                     |
| Охорона здоров'я                                         | Охорона здоров'я                                         |                                                          | 5,6%                                                     | 5,6%                                                     |
| Освіта, правозахист, муніципальні та урядові служби      | Освіта, правозахист, муніципальні та урядові служби      |                                                          | 7,5%                                                     | 7,5%                                                     |
| Мистецтво, культура, відпочинок та спорт                 | Мистецтво, культура, відпочинок та спорт                 |                                                          | 2,3%                                                     | 2,3%                                                     |
| Роздрібна торгівля та послуги                            | Роздрібна торгівля та послуги                            |                                                          | 24,5%                                                    | 24,5%                                                    |
| Гуртова торгівля, транспорт та обладнання                | Гуртова торгівля, транспорт та обладнання                |                                                          | 18,8%                                                    | 18,8%                                                    |
| Природні ресурси, сільське господарство                  | Природні ресурси, сільське господарство                  |                                                          | 3,4%                                                     | 3,4%                                                     |
| Виробництво                                              | Виробництво                                              |                                                          | 6,8%                                                     | 6,8%                                                     |

## Клімат
Середня річна температура становить 4,2°C, середня максимальна – 22°C, а середня мінімальна – -16,6°C. Середня річна кількість опадів – 461 мм.
| Клімат поселення                              | Клімат поселення | Клімат поселення | Клімат поселення | Клімат поселення | Клімат поселення | Клімат поселення | Клімат поселення | Клімат поселення | Клімат поселення | Клімат поселення | Клімат поселення | Клімат поселення | Клімат поселення |
| Показник                                      | Січ.             | Лют.             | Бер.             | Квіт.            | Трав.            | Черв.            | Лип.             | Серп.            | Вер.             | Жовт.            | Лист.            | Груд.            |                  |
| Середній максимум, °C                         | −2,94            | 0,63             | 5,19             | 11,46            | 16,78            | 20,71            | 22,02            | 21,88            | 16,72            | 11,33            | 3,18             | −1,64            |                  |
| Середня температура, °C                       | −9,76            | −6,18            | −1,62            | 4,63             | 9,97             | 13,90            | 16,26            | 16,12            | 10,95            | 5,57             | −2,57            | −7,4             |                  |
| Середній мінімум, °C                          | −16,56           | −13,01           | −8,43            | −2,16            | 3,16             | 7,09             | 10,48            | 10,34            | 5,20             | −0,2             | −8,35            | −13,17           |                  |
| Норма опадів, мм                              | 15               | 16               | 25               | 33               | 65               | 100              | 54               | 53               | 46               | 21               | 19               | 14               |                  |
| Середньомісячна швидкість вітру, м/с          | 3.80             | 3.50             | 3.90             | 4.00             | 3.91             | 3.70             | 3.30             | 3.11             | 3.40             | 3.73             | 3.90             | 3.70             |                  |
| Середньомісячна сонячна радіація, кДж/м²·день | 4095             | 7579             | 12741            | 17173            | 20671            | 22022            | 23368            | 19947            | 14020            | 8442             | 4422             | 3229             |                  |
| --------------------------------------------- | ---------------- | ---------------- | ---------------- | ---------------- | ---------------- | ---------------- | ---------------- | ---------------- | ---------------- | ---------------- | ---------------- | ---------------- | ---------------- |
| Джерело:                                      |                  |                  |                  |                  |                  |                  |                  |                  |                  |                  |                  |                  |                  |

## Пам'ятки

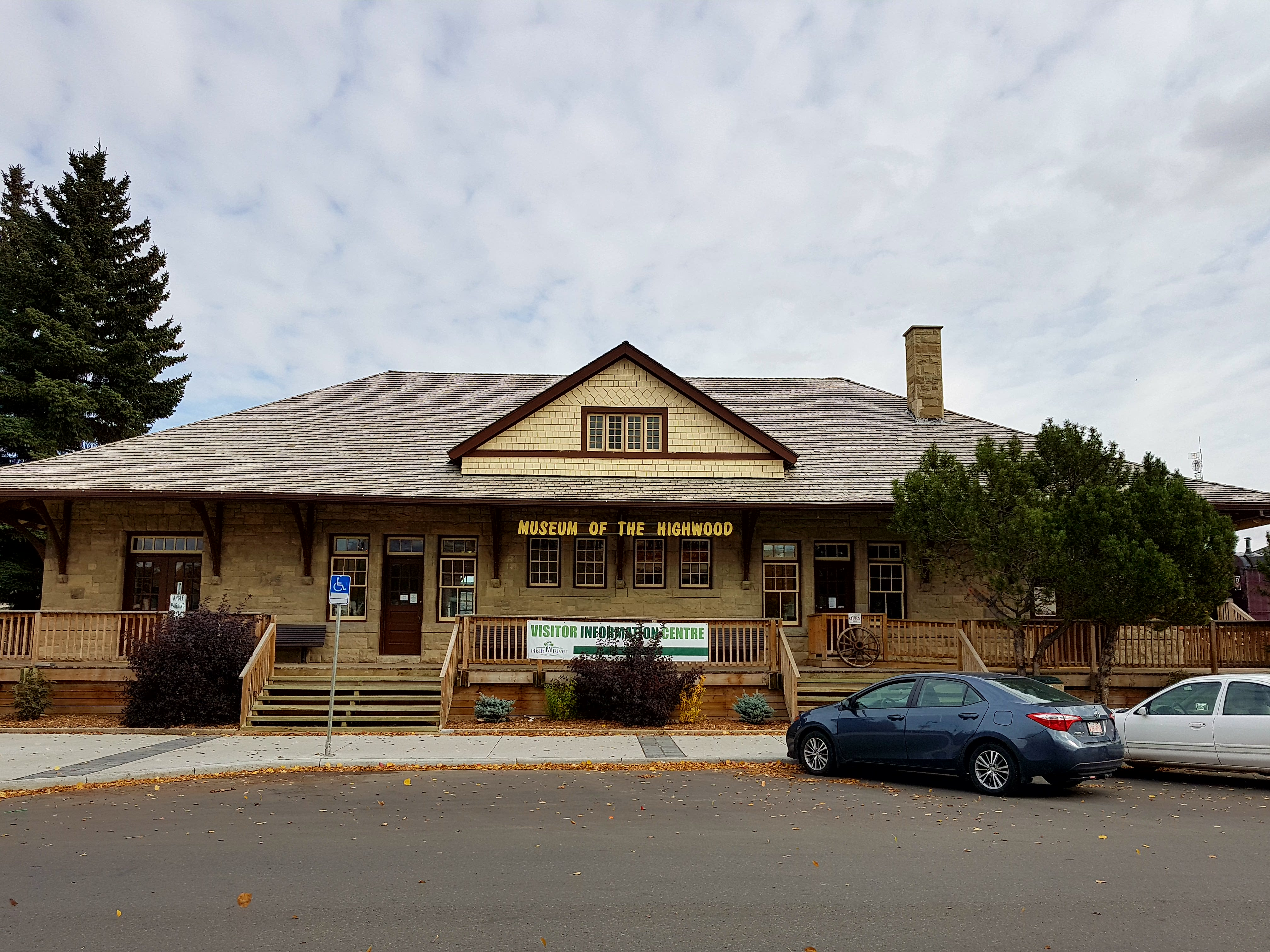
Музей Гайвуда — пам'ятка історії
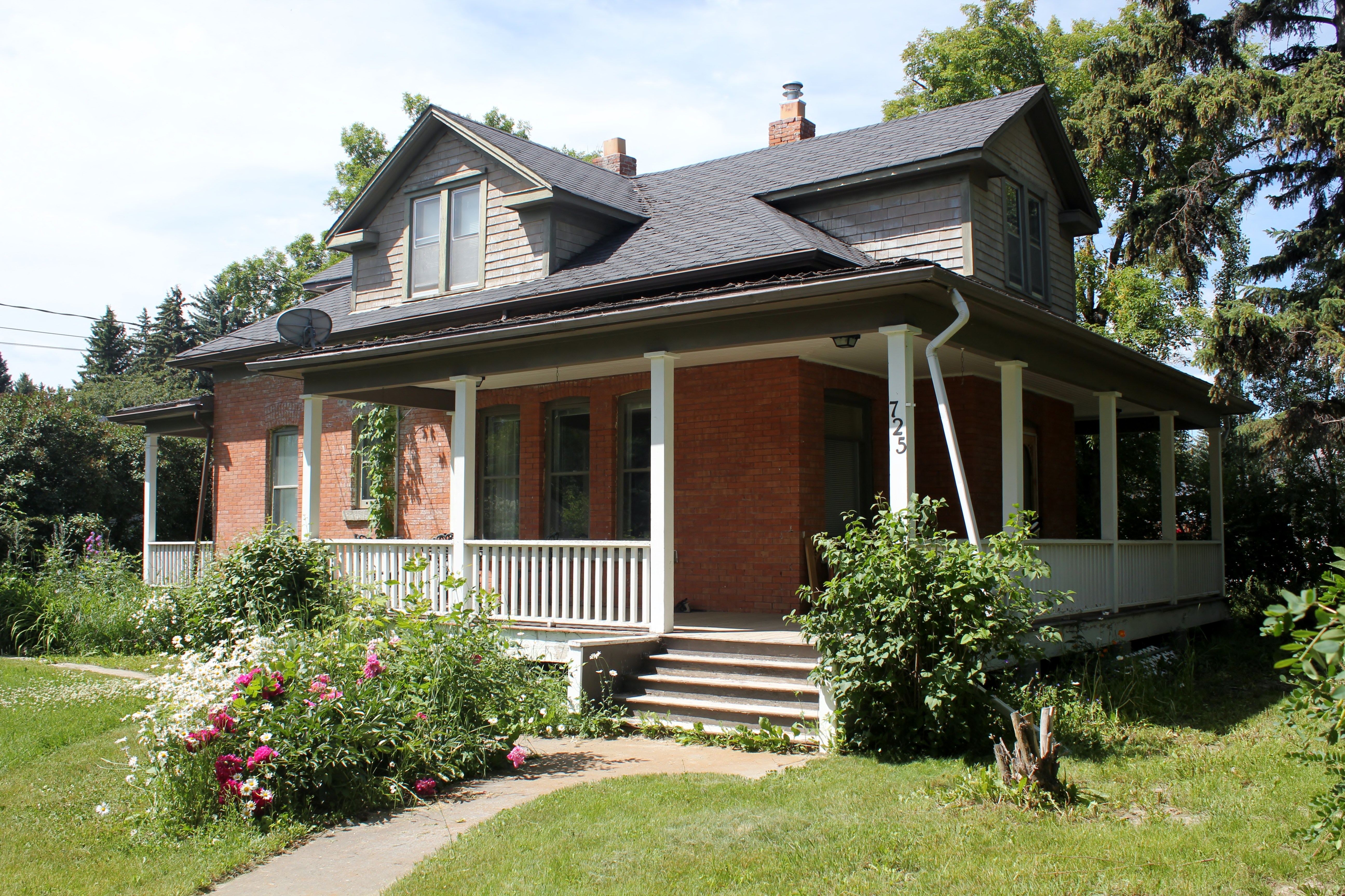
Будинок Чарлза Кларка — пам'ятка історії